# Yaşar Yakış

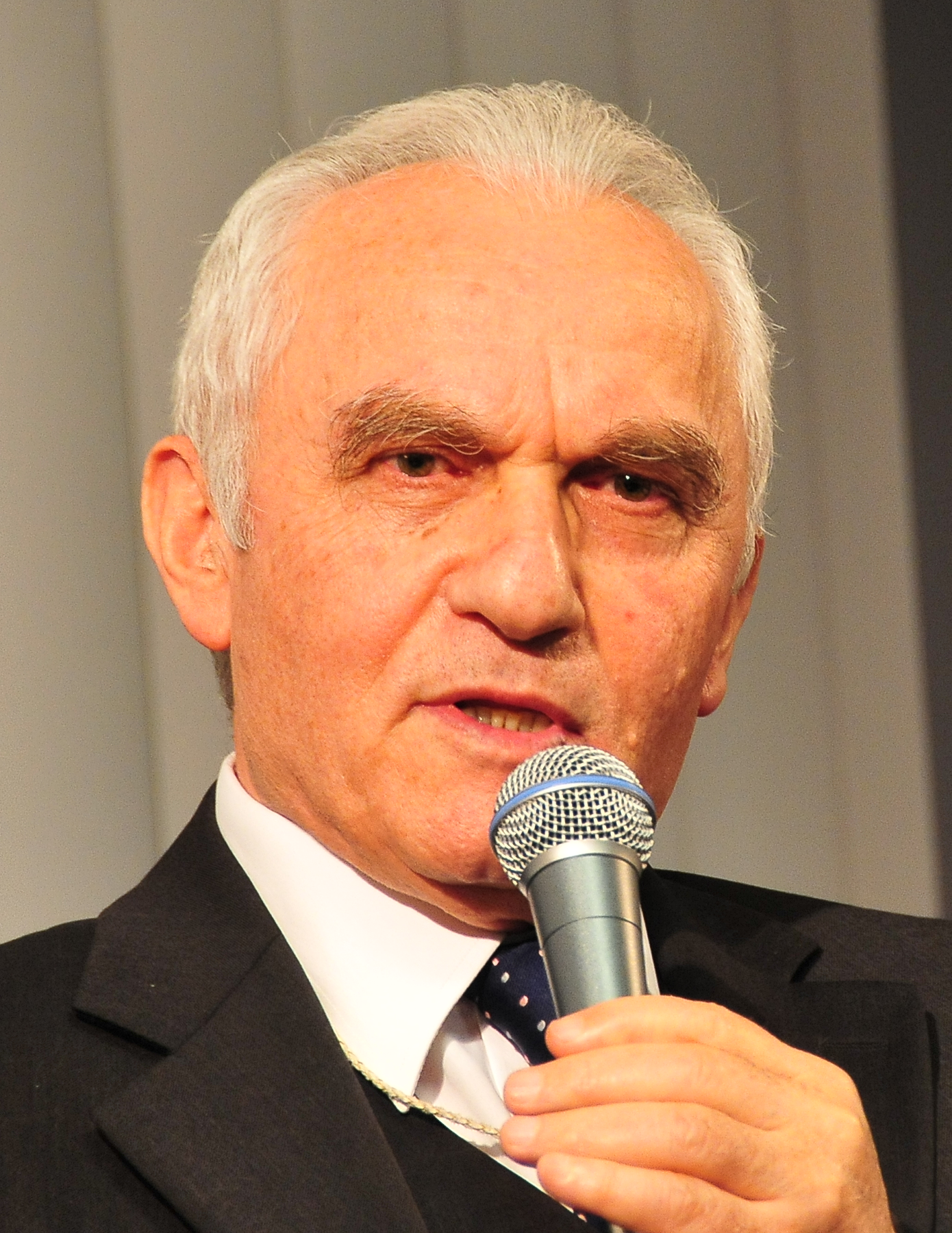
Yaşar Yakış (2009)

Yaşar Yakış (* 1. August 1938 im Landkreis Akçakoca, Provinz Düzce; † 26. Juni 2024 in Ankara) war ein türkischer Diplomat, Politiker (AKP) und von November 2002 bis März 2003 Minister für Auswärtige Angelegenheiten.
Yakış absolvierte die Fakultät für Politikwissenschaft an der Universität Ankara. Ab 1962 arbeitete er im Ministerium für Auswärtige Angelegenheiten, unter anderem in den türkischen Vertretungen in Antwerpen und Lagos. Später absolvierte Yakış das NATO Defence College in Rom. Er war ständiger Vertreter bei der NATO und Staatssekretär der Botschaft in Damaskus. Yakış gründete das Koordinierungsbüro des Wirtschafts- und Handelsausschusses (İSEDAK) der Organisation der Islamischen Konferenz (OIC) im staatlichen Planungsinstitut und war dessen Präsident.
Er war Botschafter in Riad (ab 1988) und Kairo (ab 1995). 1992 wurde er für die Förderung der Saudisch-Türkischen Beziehungen mit dem Saudischen Orden König Abdul Aziz ausgezeichnet. Yaşar Yakış war von 1992 bis 1995 stellvertretender Staatssekretär für wirtschaftliche Angelegenheiten im türkischen Außenministerium. Von 1998 bis zu seinem Eintritt in den Ruhestand 2001 war er Ständiger Vertreter der Türkei bei den Vereinten Nationen (UN) in Wien. Er veröffentlichte eine Vielzahl von Artikeln über Außenpolitik im In- und Ausland.
2001 stieg Yaşar Yakış in die Politik ein und wurde Gründungsmitglied der Adalet ve Kalkınma Partisi (AKP), die er als Abgeordneter für die Provinz Düzce in der 22. und 23. Legislaturperiode der Großen Nationalversammlung der Türkei vertrat. Weiters war er in diesen beiden Legislaturperioden Mitglied der gemischten Kommission Türkei-EU sowie Präsident der EU-Anpassungskommission. In der 58. Regierung (Kabinett Gül) war er Minister für Auswärtige Angelegenheiten. Von 2012 bis 2014 war er am St Antony’s College der Universität Oxford tätig.
Yaşar Yakış war verheiratet und Vater einer Tochter. Er sprach Französisch, Englisch und Arabisch.

## Auszeichnungen
- Italien: Ordine della Stella della Solidarietà Italiana (Kommandeur) (vom Präsidenten Italiens)[2]
- Saudi-Arabien: Abd-al-Aziz-Auszeichnung (von der saudi-arabischen Regierung)[2]